# كين كوابيس
كين كوابيس (بالإنجليزية: Ken Kwapis) (و. 1957  م) هو مخرج أفلام، ومخرج تلفزيوني، وكاتب سيناريو، ومنتج أفلام أمريكي.

## التعليم
تعلم في كلية جامعة جنوب كاليفورنيا للفنون السينمائية ‏، وتعلم في كلية الاتصالات الجامعية الشمالية الغربية ‏
.

## وصلات خارجية
- كين كوابيس على موقع IMDb (الإنجليزية)
- كين كوابيس على موقع ألو سيني (الفرنسية)
- كين كوابيس على موقع أول موفي (الإنجليزية)
- كين كوابيس على موقع بوكس أوفيس موجو (الإنجليزية)
- كين كوابيس على موقع قاعدة بيانات الأفلام السويدية (السويدية)
- كين كوابيس على موقع قاعدة بيانات الفيلم (الإنجليزية)
- كين كوابيس على موقع كينوبويسك (الروسية)